# Dângeni
Dângeni is een Roemeense gemeente in het district Botoșani.
Dângeni telt 3115 inwoners.